# Прапор Морланвельза
Прапор Морланвельза був встановлений рішенням ради від невідомої дати як прапор муніципалітету Морланвельз провінції Ено в Бельгії. Прапор можна описати так:
Дві смуги однакової висоти жовтого та червоного кольорів із двома переплетеними порожніми ромбами, що торкаються верхнього та нижнього країв прапора, утворюючи червону літеру «М» у жовтій смузі та жовту літеру «W» у червоній смузі.
Прапор відповідає дизайну прапора Ради геральдики та вексилології (фр. Conseil d'héraldique et de vexillologie). Жовтий і червоний — кольори прапора Валлонії. Основою прапора є емблема Королівського музею Марімон, червоний квадрат із білою літерою «M», зміщений і показаний лише частково, так що він також нагадує букву «W». Літера «M» нагадує Морланвельз, Марімонта та Марію Угорську, тоді як літера «W» нагадує Рауля Вароке та Валлонію.

Герб Морланвельза